# Roger Gustavsson (fotbollsspelare)
För andra betydelser, se Roger Gustavsson.
Roger Gustavsson är en svensk före detta fotbollsspelare som representerade Gais åren 1978–1979.
Gustavsson värvades till Gais från Skövde AIK inför säsongen 1978, och spelade totalt 12 matcher (1 mål) för Gais under sina två säsonger med klubben. Han ska inte förväxlas med Roger Gustafsson, som spelade i Gais 1974–1975 och på 1990-talet var tränare för IFK Göteborg.